# Poboleda
Poboleda ist eine Gemeinde im Süden Kataloniens mit 334 Einwohnern (Stand: 2024) und liegt in der Provinz Tarragona und der Comarca Priorat. 

## Lage
Poboleda liegt etwa 38 Kilometer nordwestlich von Tarragona in einer Höhe von ca. 345 m. Der Río Siurana durchfließt die Gemeinde. 

## Bevölkerungsentwicklung
| Jahr      | 1970 | 1981 | 1991 | 2001 | 2011 | 2021 |
| Einwohner | 461  | 398  | 367  | 339  | 383  | 328  |

## Sehenswürdigkeiten

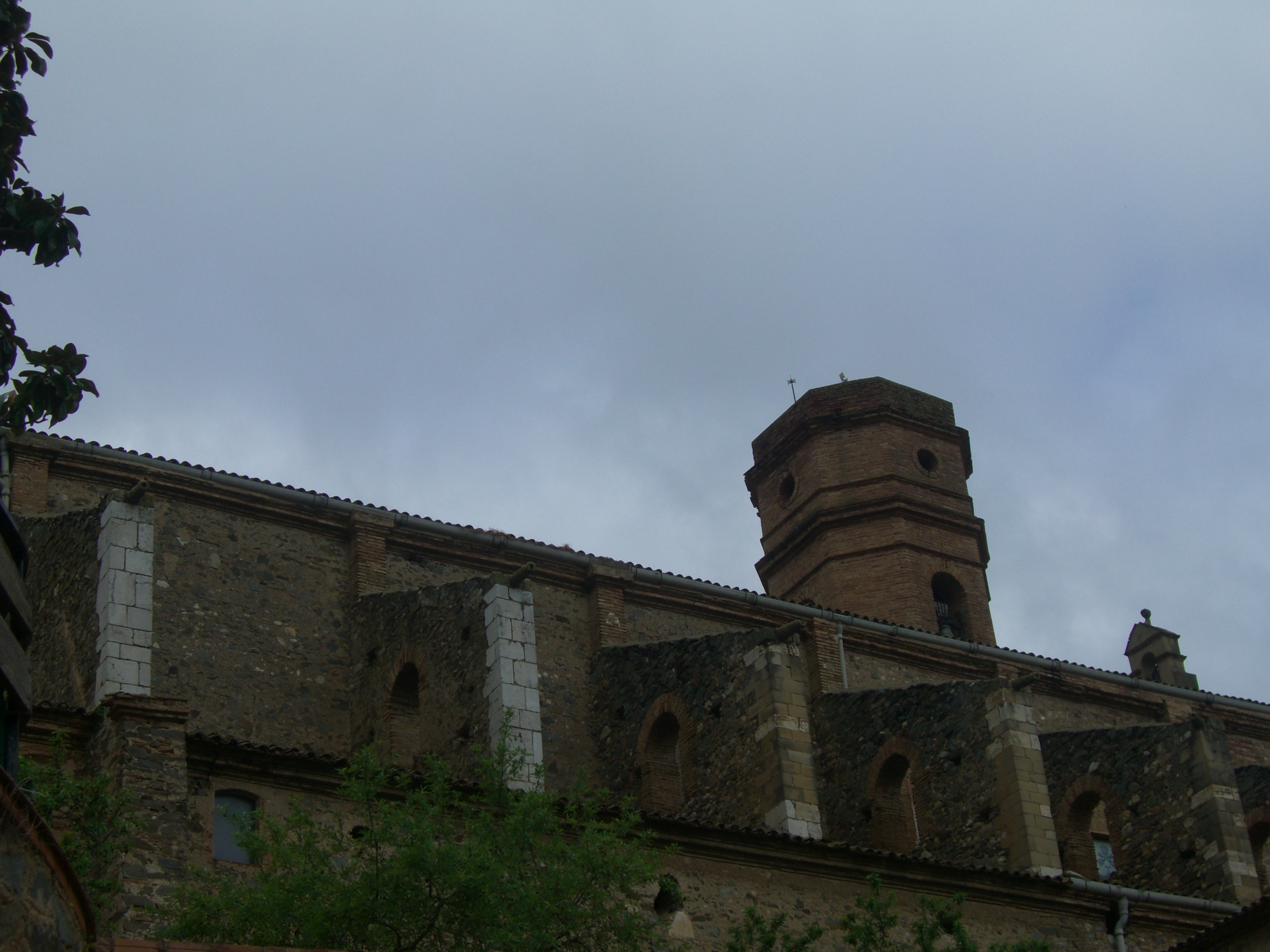
Peterskirche

- Peterskirche

## Persönlichkeiten
- Benet Viñes Martorell (1837–1893), Priester (SJ) und Meteorologe